# أرت أليكساندر
أرت أليكساندر هو لاعب هوكي الجليد كندي، ولد في 2 مارس 1907 في سان جان سور ريشليو في كندا، وتوفي في 11 أبريل 1976.

## وصلات خارجية
- أرت أليكساندر على موقع دوري الهوكي الوطني (الإنجليزية)
- أرت أليكساندر على موقع قاعة مشاهير الهوكي (لاعب أن.إتش.أل) (الإنجليزية)
- أرت أليكساندر على موقع EliteProspects.com (الإنجليزية)
- أرت أليكساندر على موقع HockeyDB.com (الإنجليزية)
- أرت أليكساندر على موقع Hockey-Reference.com (الإنجليزية)